# St-Pierre-aux-Nonnains

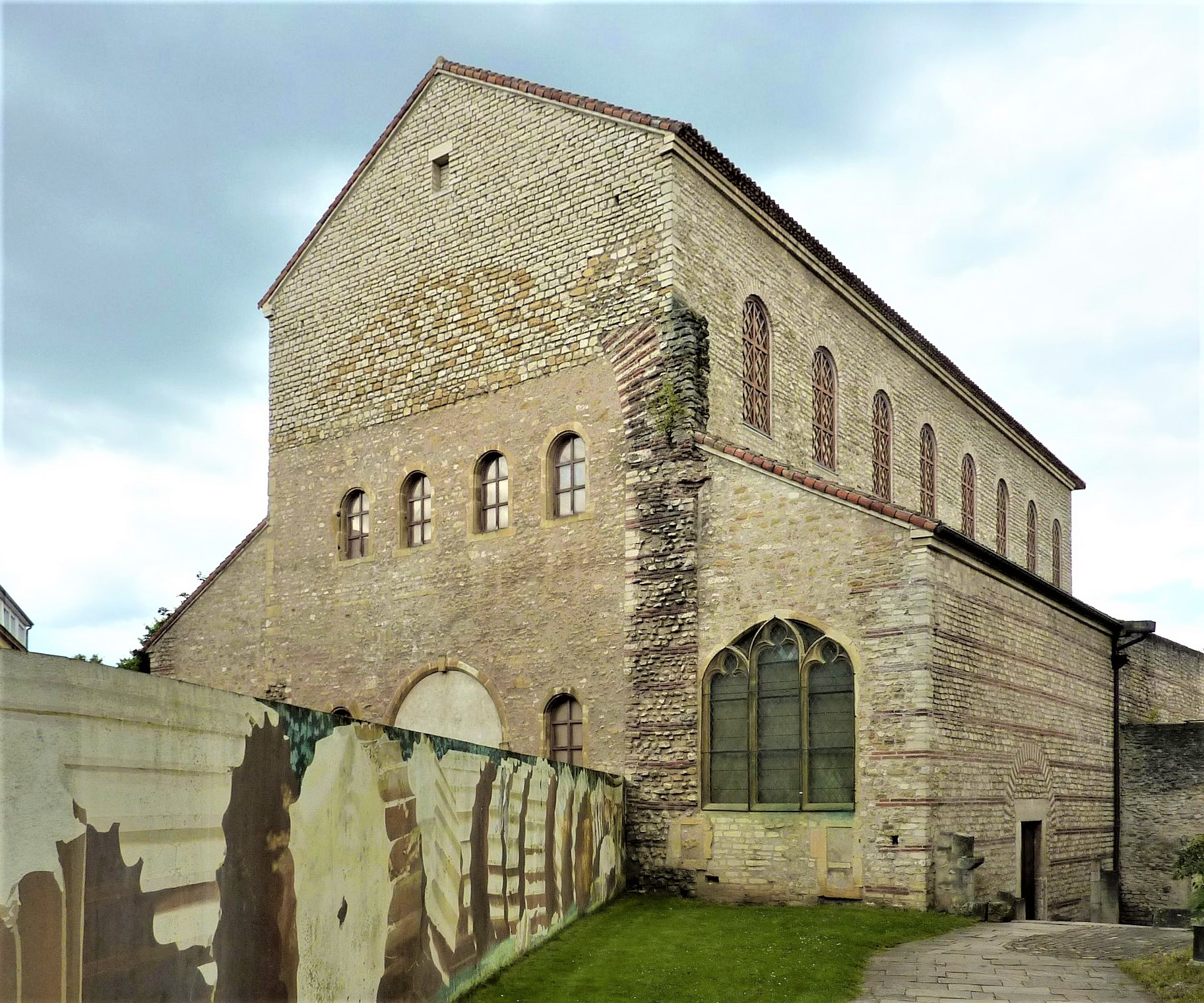
Saint-Pierre-aux-Nonnains, vom Osten aus gesehen

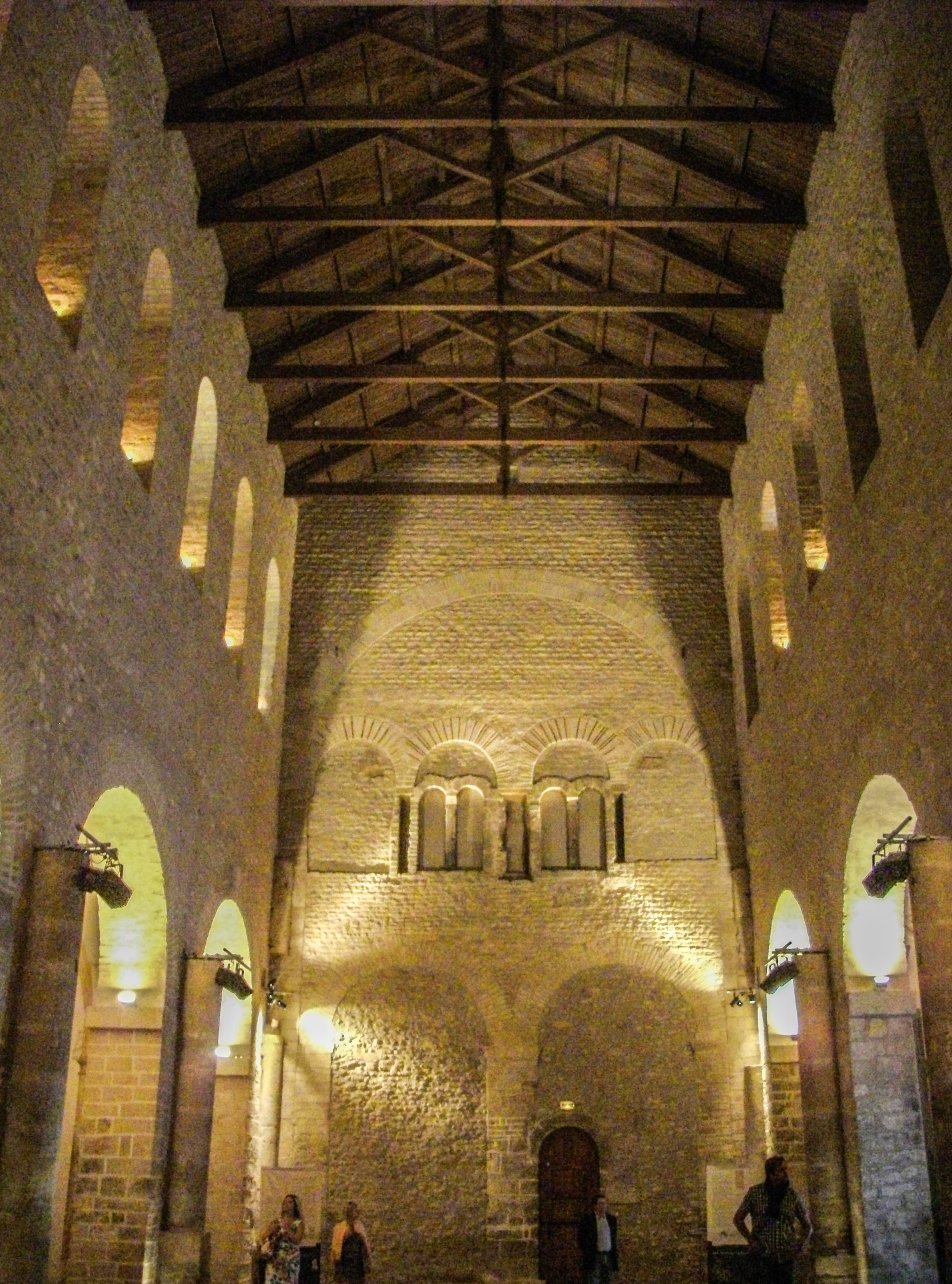
Innenansicht des Mittelschiffs

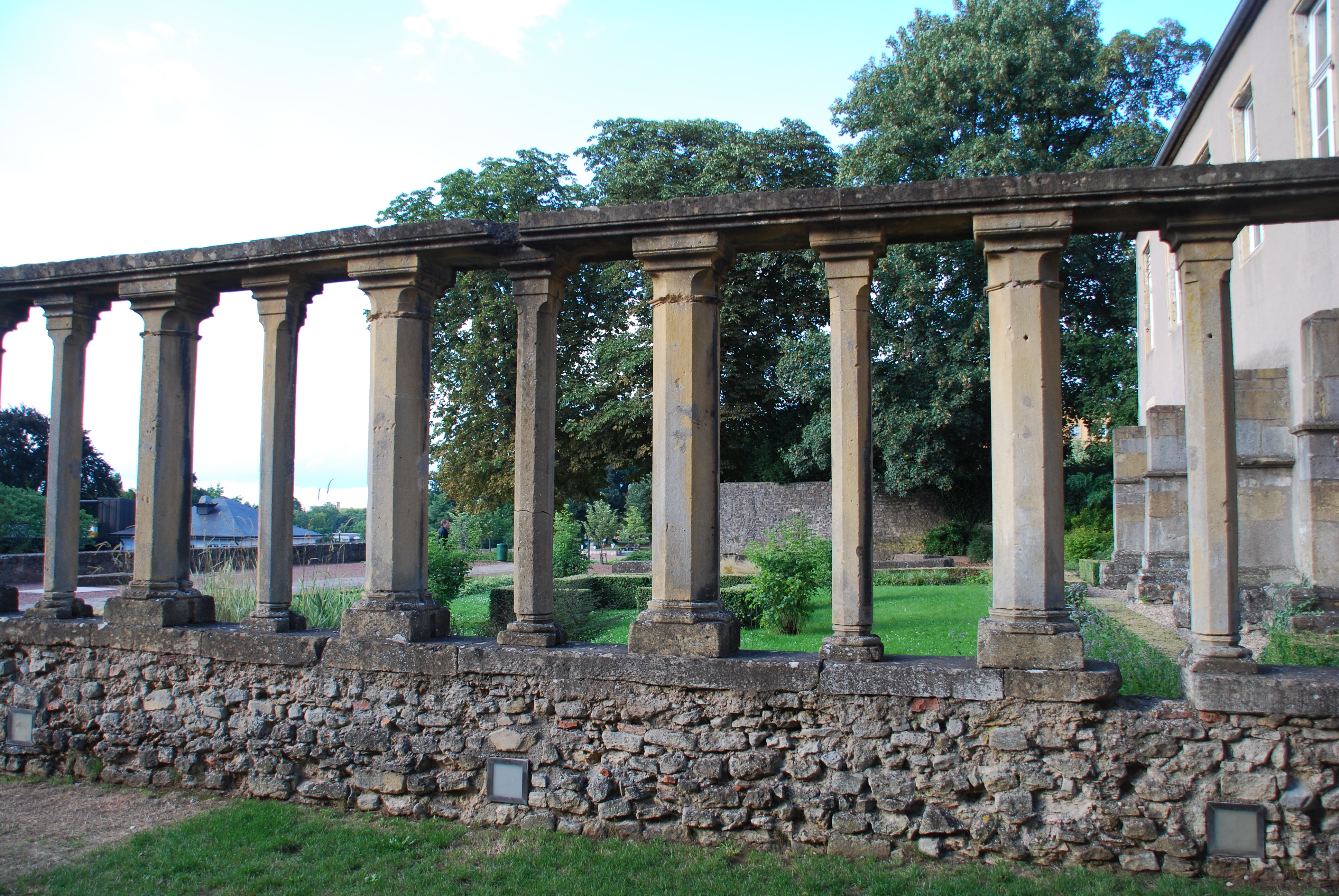
Saint-Pierre-aux-Nonnains: Reste des Kreuzgangs des im 16. Jahrhundert zerstörten Benediktinerinnen-Klosters

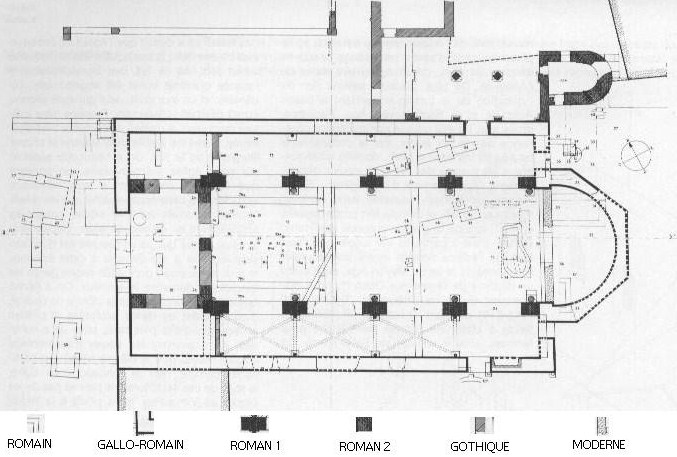
Grundrisszeichnung

Die Kirche Saint-Pierre-aux-Nonnains (deutsch Sankt Peter auf der Zitadelle oder St. Peter zu den Nonnen) liegt im Zentrum der lothringischen Stadt Metz an der Rue de la Citadelle. Sie gilt als das älteste noch existierende Kirchengebäude Frankreichs.

## Geschichte
Das Bauwerk ist gallo-römischen Ursprungs. Es wurde im 4. nachchristlichen Jahrhundert errichtet und war zunächst Teil römischer Thermen. Im 7. Jahrhundert wurde es zur Kirche eines Benediktinerinnen-Klosters geweiht, dessen erste Äbtissin Walrada von St. Pierre war. Wenig später wurde dem Gebäude eine Chorapsis angefügt. Weitere Änderungen erfuhr die Kirche im 10., 15. und 16. Jahrhundert. Im 16. Jahrhundert erhielt das Kirchenschiff gotische Gewölbe. 1552, als Metz von Truppen Karls V. belagert wurde, wurde die Kirche teilweise zerstört; danach wurde das Kloster aufgelöst. Das Gebäude war Teil der militärisch genutzten Zitadelle und diente bis ins 20. Jahrhundert hinein als Lagerraum. Nach mehreren erfolglosen Anläufen zu Beginn des 20. Jahrhunderts und im Jahr 1942 wurde die Kirche seit den 1970er Jahren umfassend restauriert. Gegenwärtig dient sie als Saal für Ausstellungen und Konzerte; sie steht organisatorisch in Verbindung zum Metzer Veranstaltungsgebäude Arsenal.

## Architektur
Die Architektur der Kirche ist spätantik mit späteren Veränderungen. Das Kirchenschiff weist eine Länge von 36,8 Metern auf. In östlicher Richtung schließt sich die halbrunde Apsis an, deren äußere Form vieleckig ist. Ihr gegenüber befindet sich der zentrale Eingang.